# Letra (música)

Letras en partituras. Esta es una disposición homorítmica (es decir, estilo himno) de una pieza tradicional titulada "Adeste Fideles", en formato estándar de dos personas para mixto.

Las letras son palabras que componen una canción que generalmente consta de versos y coros. El escritor de letras es un letrista. Las palabras de una composición musical extendida como una ópera son, sin embargo, generalmente conocidas como "libreto" y su escritor, como "libretista". El significado de las letras puede ser explícito o implícito. Algunas letras son abstractas, casi ininteligibles y, en tales casos, su explicación enfatiza la forma, la articulación, el metro y la simetría de expresión. Los raperos también pueden crear letras (a menudo con una variación de palabras que riman) que deben ser dichas rítmicamente en lugar de cantadas.

## Etimología

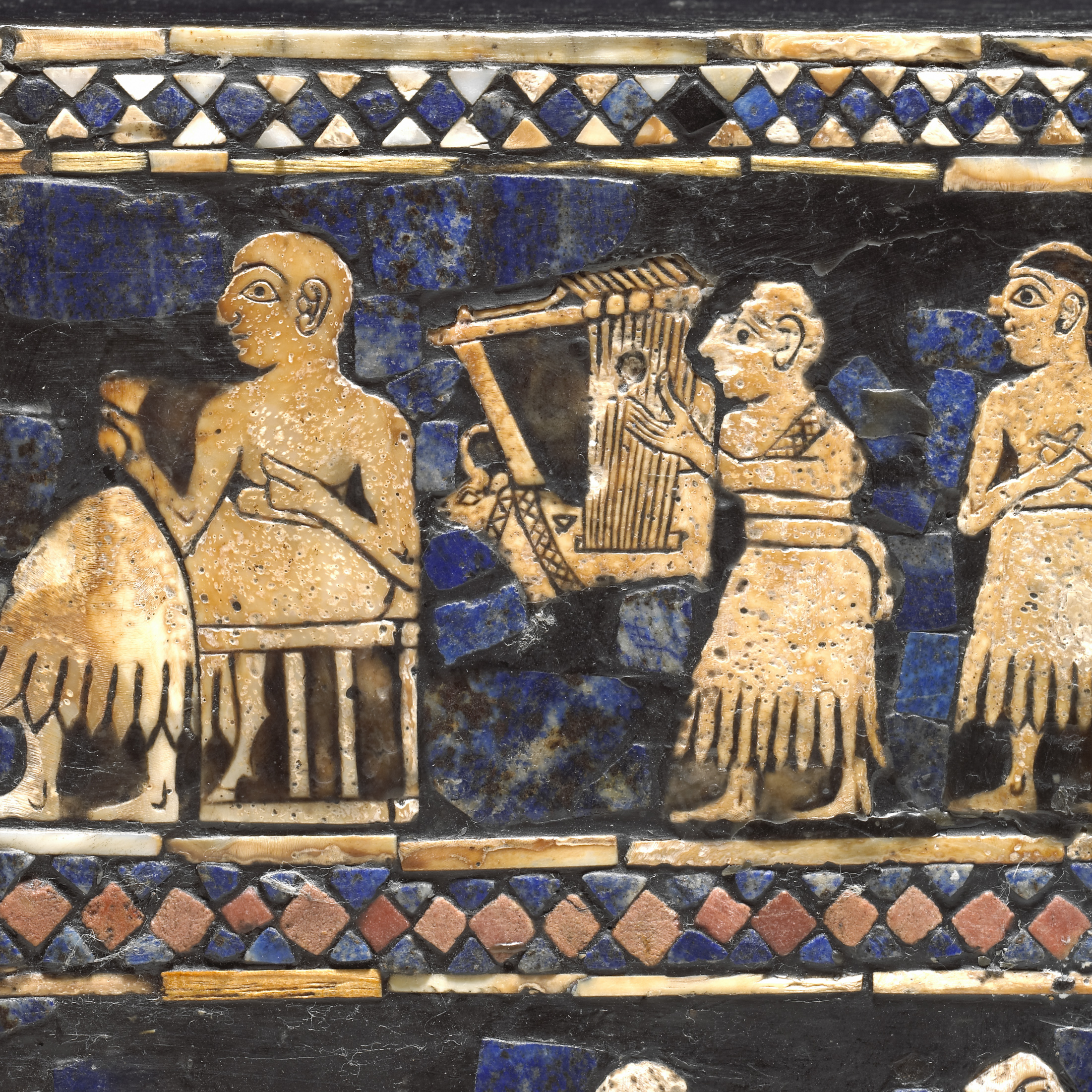
Un lirista en el Estándar de Ur, c. 2500 a. C.

"Lírica" (o letra) deriva a de lírico del latín griego λυρικός (lyrikós), la forma adjetival de la lira. Apareció por primera vez en inglés a mediados del siglo XVI en referencia a las traducciones del Conde de Surrey de Petrarca y sus propios sonetos. La poesía lírica griega se había definido por la manera en que se cantaba acompañada de la lira o Kithara, a diferencia de las épicas formales cantadas o las elegías más apasionadas acompañadas por la flauta. La naturaleza personal de muchos de los versos de Los nueve poetas líricos dio lugar al sentido actual de "poesía lírica" pero el sentido griego original (palabras puestas en música) eventualmente llevó a su uso como "letras", primero atestiguadas en las obras de Stainer y Barrett 1876 Dictionary of Musical Terms (Diccionario de términos musicales). Stainer y Barrett usaron la palabra como un sustantivo singular: "Letra, poesía o verso en blanco destinado a ser cantado y cantado". En la década de 1930, el uso actual de la plurale tantum "letras" había comenzado; ha sido estándar desde la década de 1950. La forma singular "lírica" todavía aparece; su uso actual, sin embargo, es referirse a una frase específica dentro de la letra de una canción.

## Poemas
Las diferencias entre el poema y la canción pueden ser menos significativas cuando el verso se establece en la música, al punto que cualquier distinción se vuelve insostenible. Esto tal vez se reconoce en la forma en que las canciones populares tienen letras.
Sin embargo, el verso puede preceder de melodía (en la forma en que "Rule Britannia" se puso a la música, y "Y esos pies en la antigüedad" se ha convertido en el "Himno Jerusalem"), o la melodía se puede perder a lo largo tiempo, pero las palabras sobreviven, combinadas con varias melodías diferentes (esto es particularmente común con himnos y baladas).
Las posibles clasificaciones proliferan (bajo antífona, balada, blues, villancico, música tradicional, himno, libreto, lied, canción de cuna, marcha, canción de alabanza, ronda, espiritual). Las rimas infantiles pueden ser canciones, o aleluyas: el término no implica una distinción. El gazal es una forma cantada que se considera principalmente poética. Véase también rap, hip hop.
Análogamente, el drama en verso normalmente se puede juzgar (en el mejor de los casos) como poesía, pero no consiste en poemas.
En la música barroca, las melodías y sus letras eran prosa. En lugar de líneas emparejadas, consisten en oraciones retóricas o párrafos que consisten en un gesto de apertura, una amplificación (a menudo con una secuencia) y un cierre (que presenta una cadencia); en alemán Vordersatz-Fortspinnung-Epilog. Por ejemplo:
Cuando yo era niño, [gesto de apertura]
Hablaba como niño, [amplificación...]
Pensaba como niño, [...]
Juzgaba como un niño; [...]
mas cuando ya fui hombre, dejé lo que era de niño. [cierra]
- 1 Corintios 13:11

## Shifter
En las letras de la música popular, "shifter" es una palabra que, a menudo es un pronombre, donde la referencia varía según quién habla, cuándo y dónde, tales como "yo", "tú", "mi", "nuestro". Por ejemplo, ¿quién es el "mi" de "My Generation"?.

## Derechos de autor y regalías
Ver Regalías

Símbolo de Copyright

En la actualidad, hay muchos sitios web con letras de canciones. Esta oferta, sin embargo, es controvertida, ya que algunos sitios incluyen letras de canciones con derechos de autor que se ofrecen sin el permiso del titular. The U.S. de Music Publishers' Association (MPA), que representa a las compañías de partitura musical, lanzó una campaña legal contra tales sitios web en diciembre de 2005. El presidente del MPA, Lauren Keiser, dijo que las letras de canciones de los sitios web son "completamente ilegales" y que pretendían llevar a algunos operadores de sitios web a la cárcel.
Las licencias de letras se pueden obtener en todo el mundo a través de uno de los dos agregadores: LyricFind y Musixmatch. La primera compañía en proporcionar letras con licencia fue Yahoo!, seguida rápidamente por MetroLyrics y Lyrics.com. Cada vez más sitios web líricos comienzan a proporcionar letras con licencia, como SongMeanings y LyricWiki.
Muchos sitios web de letras competidores todavía ofrecen contenido sin licencia, lo que provoca desafíos en torno a la legalidad y precisión de las letras. En el último intento de acabar con sitios web de letras sin licencia, un tribunal federal ordenó a LiveUniverse, una red de sitios web dirigida por el cofundador de MySpace, Brad Greenspan, que deje de operar cuatro sitios que ofrecen letras de canciones sin licencia.

## Estudio académico
Las letras pueden ser estudiadas desde una perspectiva académica. Por ejemplo, algunas letras pueden considerarse una forma de comentario social. Las letras a menudo contienen temas políticos, sociales y económicos, así como elementos estéticos, y también pueden transmitir mensajes culturalmente significativos. Estos mensajes pueden ser explícitos o implícitos a través de metáforas o simbolismos. Las letras también se pueden analizar con respecto al sentido de unidad (o falta de unidad) que tiene con su música de soporte. El análisis basado en la tonalidad y el contraste son ejemplos particulares. El exprofesor de poesía de Oxford, Christopher Ricks, publicó la famosa Dylan's Visions of Sin (Visiones pecadoras de Dylan), un análisis en profundidad y característicamente ricksiano de las letras de Bob Dylan; Ricks da la advertencia de que haber estudiado la poesía de las letras en conjunto con la música habría supuesto una hazaña crítica mucho más complicada.

## Motores de búsqueda

### Búsqueda más arriesgada
Un informe de 2009 publicado por McAfee encontró que, en términos de exposición potencial al malware, las búsquedas relacionadas con letras y búsquedas que contengan la palabra "gratis" son las más propensas a tener resultados arriesgados de los motores de búsqueda, tanto en términos de riesgo promedio de todos los resultados y el riesgo máximo de cualquier resultado.

### Google
A partir de finales de 2014, Google cambió las páginas de resultados de búsqueda para incluir letras de canciones. Cuando los usuarios buscan el nombre de una canción, Google ahora puede mostrar las letras directamente en la página de resultados de búsqueda. Cuando busca las letras de una canción específica, la mayoría de los resultados muestran las letras directamente a través de una búsqueda en Google utilizando Google Play.